# 中國能源建設集團
中国能源建设集团有限公司，簡稱中国能源建设集团、中国能源建设，以及中国能建（英語：China Energy Engineering Group Co., Ltd.），在2011年9月29日，由中国葛洲坝集团公司、中国电力工程顾问集团公司和原有国家电网公司、中国南方电网有限责任公司所属15个省（市、区）的电力勘测设计、施工和修造企业，於北京組成控股公司。2021年位居世界五百强第301位。
董事長为宋海良、總經理為孙洪水。該業務在中國內地和全球經營电力和能源规划咨询、勘测设计、工程承包、装备制造、投资运营、房地產等行業。
2014年7月，該公司被美國財富雜誌世界500大企業獲排名為第465位，截至2013年12月31日止，營業收入為257.69亿美元；2015年7月，再排名為391位，截至2014年12月31日止，營業收入為303.22亿美元。

## 子公司

### 中國能源建設股份有限公司
中國能源建設股份有限公司，簡稱中國能源建設股份（英語：CHINA ENERGY ENGINEERING CORPORATION LIMITED，港交所：3996；上交所：601868），股份則在2015年12月10日於港交所主板上市。
招股價為1.73港元，全球發售為88億H股，集資額為152億港元，通用电气、国家电网、南方電網、華能新能源、中國大唐、華電福新、四川發展、平保、山東國有資產投資、中信重工機械、廣東恒健，中國建設投資等，合共認購1,500萬至2億美元。
2021年9月28日，中國能源建設集團在吸收合并中国葛洲坝集团股份有限公司後登陆上海证券交易所。

## 外部連結
- ceec.net.cn（页面存档备份，存于）
- group.ceec.net.cn（页面存档备份，存于）

- gzbtz.com